# 孙爱军
孙爱军（1972年3月—），男，汉族，山东平度人，中华人民共和国政治人物。清华大学企业管理专业毕业，研究生学历，管理学博士学位。

## 生平
1993年5月加入中国共产党，2000年12月参加工作。2001年3月，任山东省委办公厅干部、助理调研员，挂职任烟台市人民政府市长助理。2002年9月，任共青团山东省委副书记。2010年12月，任中共菏泽市委副书记。2012年2月，当选菏泽市人民政府市长。2013年，担任第十二届全国人民代表大会山东地区代表。
2015年1月，升任中共菏泽市委书记，同年2月当选菏泽市人大常委会主任。2019年2月，调任中共聊城市委书记。
2022年4月，调任山东省发改委党组书记。同年6月，获任命为省发改委主任。